# Francesco Sacrati (kompozytor)
Francesco Sacrati (ochrzcz. 17 września 1605 w Parmie, zm. 20 maja 1650 prawdopodobnie w Modenie) – włoski kompozytor.

## Życiorys
Przypuszczalnie był uczniem Francesco Manellego. W latach 30. XVII wieku działał w Wenecji jako twórca operowy. W 1645 roku w Paryżu w obecności królowej Anny Austriaczki i kardynała Mazarina wystawiono jego operę La finta pazza. Była to jedna z pierwszych włoskich oper wystawionych we Francji. Od 1649 roku przebywał jako kapelmistrz na dworze w Modenie.
Wraz z Claudio Monteverdim, Francesco Manellim, Francesco Cavallim i Benedetto Ferrarim należy do prekursorów opery weneckiej. Skomponował m.in. opery La finta pazza (wyst. Wenecja 1641), Bellerofonte (wyst. Wenecja 1642), L’Ulisse errante (wyst. Wenecja 1644) i L’isola d’Alcina (wyst. Bolonia 1648). Żadna z nich nie zachowała się. Przypisuje mu się także dokończenie po śmierci Monteverdiego opery Koronacja Poppei.